# 三人姉妹

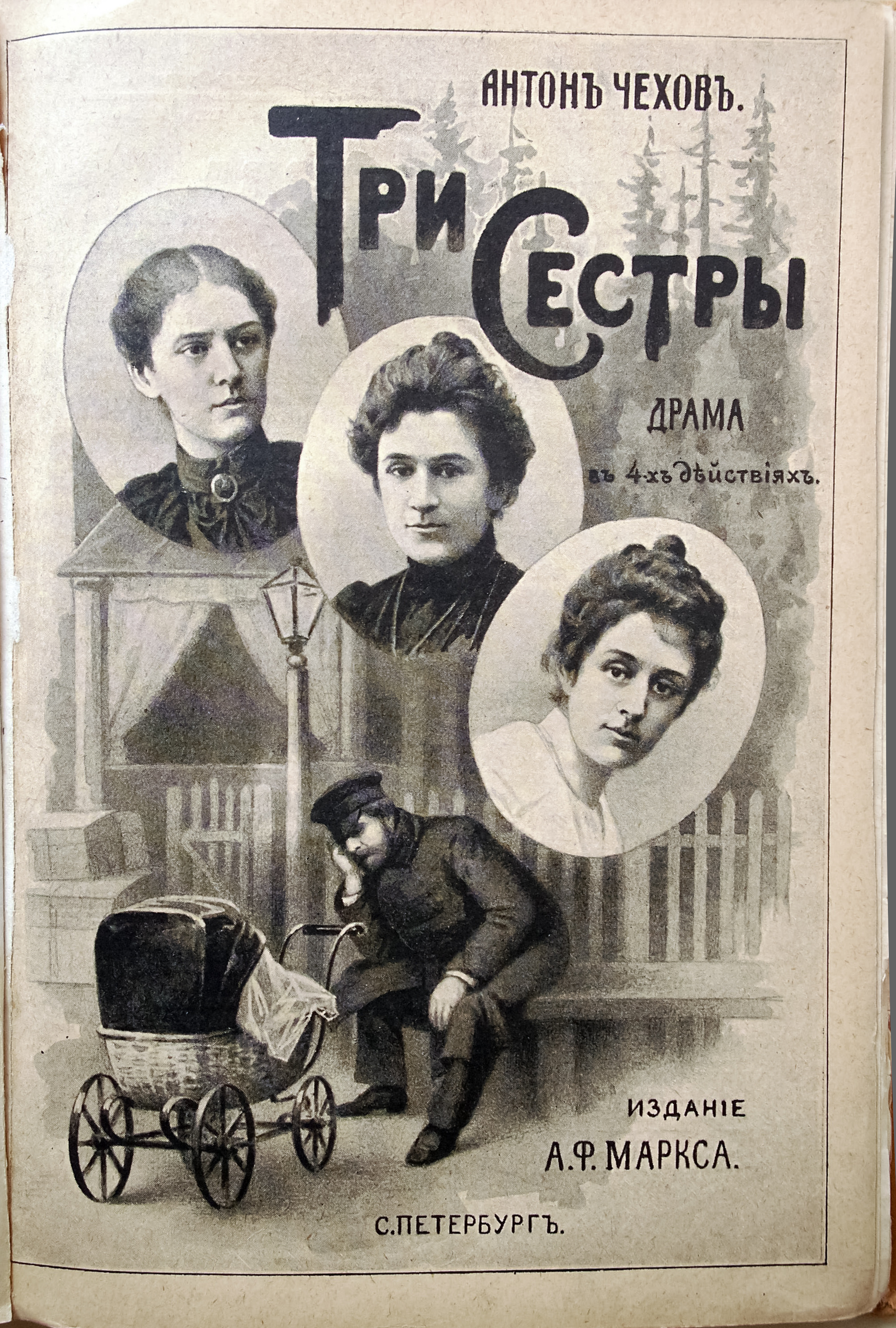
初版時の表紙。三姉妹の顔と、白樺に囲まれた自邸の庭で子守りをするアンドレイ（三姉妹の兄弟）が描かれている

『三人姉妹』（さんにんしまい、露: Три сестры）は、ロシアの作家アントン・チェーホフによる戯曲。1900年に執筆され、スタニスラフスキーの演出で1901年にモスクワ芸術座で初演。田舎町に赴任した軍人一家の三姉妹を主人公に、ロシア革命を目前とした帝政ロシア末期の知識階級の閉塞感を描いた物語。
『かもめ』、『ワーニャ伯父さん』の成功により求められて執筆した作品で、のちの『桜の園』とともに「チェーホフ四大戯曲」と呼ばれる。チェーホフは本作がきっかけで、初演時にマーシャ役を演じた女優オリガ・クニッペルと結婚した。

## あらすじ
独身で教師の長女オルガ、夫に幻滅を感じ結婚生活に不満を抱える次女マーシャ、人生を歩み始めたばかりの三女イリーナも現実の厳しさを知り、行く末を決めかねている。高級軍人の一家として過ごした華やかな生活も、父親を亡くしてからはすっかり寂れてしまった。厳格な父親のもと身につけた教養も低俗な田舎町では無用の長物と化し、一家の期待の星であった長男アンドレイも父親の死後はぱっとせず、姉妹が軽蔑する土地の娘と結婚して尻に敷かれている。姉妹の唯一の希望は、昔暮らしたモスクワへ帰ること。一家が最も輝いていたモスクワ時代を理想化し、夢想することだけが現実の不安を吹き払ってくれる支えになっていた。
その町で姉妹が楽しく交流できるのは、父親と同じ軍人たちだけである。快活に見える彼らもまた個々の問題を抱えながらそれぞれのやり方で現実をやり過ごしている。マーシャはその中の一人と不倫し、イリーナは二人から求愛されている。真実の愛を夢見ていたイリーナだが、現状打破の手段として愛のない結婚を選択する。軍の移動が決まり、一家との別れの時を迎えたその日、イリーナの婚約者が死亡する。

## 登場人物

### プローゾロフ家の三人姉妹
- オリガ（オーリガ、オルガとも。Ольга）…故プローゾロフ（プラゾーロフとも）大佐の長女。作中では「オーリャ」という愛称で呼ばれる。28歳（初登場時。以下同）。独身。教師。教育熱心な父親の方針で、他の兄弟姉妹同様、フランス語、ドイツ語、英語ができる。頭痛持ち。一家は大佐の赴任に伴ってモスクワから当地に引っ越して11年になる。1年前に父親が亡くなり、故郷モスクワに帰ることを夢見ている。
- マーシャ（Маша）…次女。21歳。中学校教師のフョードル・イリイッチ・クルイギンの妻で、作中では「マリーヤ」という愛称で呼ばれる。18歳で結婚したが、後悔している。ピアノが得意だがここ数年弾いていない。姫を救う騎士の物語であるプーシキンの『ルスランとリュドミラ』の冒頭の一節（楢の木に金の鎖でつながれた物知り猫のさわりの部分）を思わせぶりに時折口にする。
- イリーナ（Ирина）…三女。20歳。独身。仏・独・英語に加え、イタリア語もできる。モスクワに帰ることと真に愛する人と巡り合い結ばれることを夢見ている。電報局勤務ののち、役所に勤める。「昼に起きて2時間かけて身支度をするようなお嬢様でいるより働きたい」と言っていたが、実際勤め始めると、「詩的でない」仕事にうんざりし、モスクワなら望むような生活が待っていると妄想している。

### その他の登場人物
- プローゾロフ・アンドレイ・セルゲーヴィチ（Прозоров Андрей Сергеевич）…三姉妹の兄弟（オリガの弟、マーシャ、イリーナの兄）。モスクワ大学の教授になることを願っていたが叶わず、地元娘のナターリヤ・イワーノヴナと結婚し、市長プロトポポフの秘書を務める。父親が亡くなってから太りはじめる。父親の望みだった学者になれず、役所勤めを恥じていたが、次第に議会の一員であることを自慢にしはじめ、姉妹を落胆させる。妻にも姉妹にも遠慮がち。
- ナターリヤ・イワーノヴナ（Наталья Ивановна）…アンドレイの妻。結婚前は恥ずかしがり屋の娘だったが、結婚後はプローゾロフ家の実権を握っていく。ブルジョア層（中産階級)の出で、フランス語を披露するのが好きな俗物的な人物として描かれる。夫の上司であるプロトポポフと不倫している。
- フョードル・イリイッチ・クルイギン（Фёдор Ильич Кулыгин）…中学校教師でマーシャの夫。母校の50年史を執筆したことが自慢の平凡で退屈な人物。ラテン語の格言をよく口にする。
- アレクサンドル・イグナーチェヴィチ・ヴェルシーニン（ビュシニンとも。Александр Игнатьевич Вершинин）…中佐。砲兵隊長。43歳。再婚した妻と義母、娘2人と暮らしている。妻はときどき自殺未遂を起こしている。モスクワ時代に三姉妹の父親と同じ部隊にいたことがあり、プローゾロフ家にも出入りし、当時「恋する少佐」と呼ばれていた。饒舌で哲学めいた話を好む。
- ニコライ・リヴォーヴィチ・トゥーゼンバフ（Николай Львович Тузенбах）…中尉。男爵。30前。醜男。上流階級ゆえ一度も働いたことがないが、愛するイリーナが労働を称賛するのを聞いて、軍を辞めて働くことを決意。ドイツ系の苗字を持つ。
- ワシーリー・ワシーリエヴィチ・ソリョーヌイ（サロヌイとも。Василий Васильевич Солёный,）…二等大尉。イリーナを愛しているが、彼女からは疎まれている。文学作品の一節を引用したセリフや人を苛立たせるようなことをしばしば言い、変人扱いされている。自分をレールモントフに似ていると言い、男爵に決闘を挑む。
- イワン・ロマーヌイチ・チェブトゥイキン（Иван Романович Чебутыкин）…軍医。60歳手前。一家の古い知り合いで、姉妹が幼いときから知っている。姉妹の亡き母を愛していた。「どのみち同じさ」が口癖。新聞記事を読むのが好きで雑学は豊富だが、実は本の一冊もまともに読んだことがない。医師としての技量も熱意も乏しいが、恩給がもらえるまでは続けるつもりでいる。
- アレクセイ・ペトローヴィチ・フェドーチク（Алексей Петрович Федотик）…少尉。
- ウラジーミル・カールロヴィチ・ローデ（Владимир Карлович Родэ）…少尉。
- フェラポント（Ферапонт）…老人。地方自治会の守衛。耳が遠い。
- アンフィーサ（Анфиса）…老婆。80歳。三姉妹の乳母として30年仕える使用人。

## 構成

### 第1幕
プローゾロフ家自邸。亡父の一周忌でありイリーナの聖名祝日でもある5月初旬。居間には三姉妹、その背後の食堂にはトゥーゼンバッハ男爵とチェプトゥイキン軍医、ソリューヌイ大尉が集い歓談している。そこへヴェルシーニン中佐が訪れる。モスクワ時代の一家の知り合いだったことを知って三姉妹は中佐を気に入り、ランチに誘う。マーシャの夫クルイギン、アンドレイとその恋人ナターリヤも加わりランチが始まる。三姉妹が教養のないこの町の暮らしにうんざりし、「美しい生活」があると信じるモスクワに帰りたがっていること、オリガは仕事に疲れ、マーシャは夫に幻滅し、イリーナは労働意欲に燃えていること、姉妹がアンドレイを過大評価し、恋人である地元娘のナターリヤを快く思ってないことなどが語られる。

### 第2幕
3年後のプローゾロフ家自邸。正教会の祭がある1月のある日。夜8時。アンドレイと結婚し子持ちとなったナターリヤは女主人よろしく使用人たちが火の始末を怠っていないか家の中を見て回っている。息子ボビークのために、日当たりのいいイリーナの部屋をボビークに譲らせようと考えている。アンドレイは大学教授になれずに役所勤めに収まった自分が情けなく、賭博で憂さを晴らす日々を送っている。祭の祝宴にプローゾロフ家を訪れたマーシャとヴェルシーニン中佐は互いに結婚生活の不満をこぼし、愛の言葉を交わし合う。イリーナとトゥーゼンバッハ男爵も現れ、男爵はイリーナとの将来を夢見て語りかけるが、仕事に行き詰りを感じて疲弊しているイリーナはうるさそうにはぐらかす。チェプトゥイキン軍医も現れ、人類の未来や幸福について意見を交わし合うが、ヴェルシーニン中佐の妻がまた服毒自殺を図ったことがわかり、中佐は退出。祝宴の余興に来るはずの芸人たちをナターリヤが勝手に断っていたことがわかり、客たちは落胆してプローゾロフ家を後にし、アンドレイと軍医も遊びに出かける。去り際、ソリョーヌイはイリーナに愛を告白。ナターリヤも不倫相手プロトポポフに呼ばれて出掛ける。一人寂しく残ったイリーナは、「モスクワへ、モスクワへ！」と叫び、モスクワへの憧憬をさらにつのらせる。

### 第3幕
翌年の夏。ボビークに部屋を譲り、同室となったイリーナとオリガの部屋。深夜2時。ソファにはマーシャ。窓の外では火事騒ぎが起こっている。オリガは焼け出された人たちのために自分の衣服をかき集める。ヴェルシーニン中佐一家もプローゾロフ家の1室に避難している。ナターリヤは金持ちの義務として被災者支援を口にする一方で、年老いたアンフィーサを役立たずとして追い出すようオリガに迫り、悲しませる。断酒していたチェプトゥイキン軍医は患者を死なせた失意から再び酒に手を出し、老いぼれた欺瞞だらけの自分を罵る。イリーナ、トゥーゼンバッハ男爵、ヴェルシーニン中佐が現れ、軍が町から移動になるという噂話をする。マーシャと中佐の心が通じ合っていることを知りながらも、夫クルイギンはマーシャへの愛と賛辞を繰り返し、満たされていると力説する。アンドレイが自宅を抵当に借りた金をナターリヤが握っていることがわかり、兄を理想化していたイリーナは失意に暮れ、モスクワ行きももはや叶わないことを悟り泣き崩れる。オリガは「結婚は愛でするものではなく、義務でするものだ」とイリーナを諭して男爵との結婚を勧め、マーシャはヴェルシーニン中佐を愛していることをオリガとイリーナに告白する。アンドレイが現れ、姉妹が妻のナターリヤに批判的であることを非難し、自分の現職に誇りを持っていること、姉妹のような恩給がない自分が借金を返済するには自宅を抵当に入れるしかなかったことを告げる。ついにイリーナは男爵との結婚を決意する。

### 第4幕
プローゾロフ家の庭。イリーナとトゥーゼンバッハ男爵は翌日結婚して町を離れる予定である。軍隊はポーランドに従軍することになり、軍人たちがプローゾロフ家に別れの挨拶に来る。前夜、ソリョーヌイと揉めて決闘することになった男爵は、立ち会いのチェプトゥイキン軍医とともに決闘の場に向かう。オリガは老乳母のアンフィーサとともにすでに家を出て学校の寮で暮らしている。アンドレイとナターリアには新しい子供も増え、ナターリアはプローゾロフ家を完全に支配している。マーシャは旅立つヴェルシーニン中佐と最後の別れを交わし人目もはばからず涙するが、夫クルイギンは昔の静かな生活にまた戻れることを喜んでいる。決闘で男爵が殺されたことをイリーナは知るが、予定通り明日家を出て教師として新生活に踏み出す決心をする。三姉妹は肩を寄せ合い、これからも生きていかなくてはならない覚悟を確認し合う。

## 日本語訳
1990年代以降の訳書を挙げる。
- 浦雅春訳 『ワーニャ伯父さん／三人姉妹』 光文社古典新訳文庫、2009年
- 松下裕訳 『チェーホフ戯曲選』（水声社、2004年）。全14篇
旧版は『チェーホフ全集』（筑摩書房（12）／ちくま文庫（11））
- 神西清訳 『桜の園・三人姉妹』 新潮文庫、再改版2011年。解説池田健太郎（弟子）
- 安達紀子訳 『三人姉妹 四幕のドラマ』 群像社<ロシア名作ライブラリー>、2004年
- 小田島雄志訳 『三人姉妹 ベスト・オブ・チェーホフ』 白水社<白水Uブックス>、1999年
- 福田逸訳 『三人姉妹』 而立書房、1999年－※小田島・福田訳は、英訳版を底本にした上演用の邦訳

## オペラ化
リヨン歌劇場の委託で、ハンガリーの作曲家エトヴェシュ・ペーテルによりオペラ化された（1996年 - 1997年作曲）。初演は山海塾の天児牛大が演出し、衣装を山口小夜子がデザイン。ケント・ナガノが指揮。三人姉妹をカウンターテノールが演じ、他の役も全員男性というのが特徴であった。CD化され、テレビ収録もされ、NHK-BSで放映(未商品化)。日本公演も企画されていたが実現しなかった。このプロダクションは、パリのシャトレ座などでも上演された。
その後、ドイツでの新演出は女性役は女性が演じている。2016年3月のウィーン国立歌劇場初演では作曲家エトヴェシュ本人の指揮で上演され、3人姉妹は女性が演じた。

## 主な映画化
- 1970年：三人姉妹 Three Sisters  監督・出演：ローレンス・オリヴィエ　出演：ジョーン・プロウライト、アラン・ベイツ。日本劇場未公開、VHSセールスのみ。
- 1988年：三人姉妹 Paura e amore　監督：マルガレーテ・フォン・トロッタ　出演：ファニー・アルダン、グレタ・スカッキ、ヴァレリア・ゴリノ、セルジョ・カステリット

## 派生作品

### 萩家の三姉妹
永井愛、白水社、2000年。翌年に読売文学賞（戯曲）及び読売演劇大賞（優秀賞）を受賞。

### 世紀末三人姉妹
2004年4月24日から5月2日まで東京芸術劇場小ホール2で、「劇団たいしゅう小説家第4回公演」として同年5月7日から5月8日まで大阪メルパルクホールで公演された。2094年の日本を舞台とし、内容も大幅に改案されている。

#### あらすじ
2094年12月、日本。敵国も目的もわからない戦争が100年も続くある日、ソビエト連邦との国境であるサハリンを防衛するために、東京から北海道の稚内に第六陸軍隊が来た。これが野田家の三姉妹、織江・正江・入江と、桜井中佐・綾小路中尉との出会いであった。

#### スタッフ
- 原作：アントン・チェーホフ
- プロデューサー：高橋正行
- 訳・脚本・演出：堀江慶
- 舞台監督：野村正弘
- 制作補：加藤翔
- 音楽：佐々木統剛

#### キャスト
- 正江（次女）：小沢真珠
- 桜井中佐：津田寛治
- 綾小路中尉：須賀貴匡
- 入江（三女）：浅見れいな
- 織江（長女）：星遙子

#### DVD
『世紀末三人姉妹』（ASIN B0002T24JO） - 2004年9月、アートポートより発売 

## 日本での上演劇団（一部）
※代表作として日本でも人気があり、当然戦前から現在に至るまで数多くの団体によって演劇公演が行われている。
- 劇団民藝
- 俳優座
- 文学座
- 劇団昴
- 演劇集団 円
- 劇団東京乾電池
- 劇団夜想会
- 東京ノーヴイ・レパートリーシアター
- 青年団 - 2013年にはイリーナ役をアンドロイドが、2人の使用人をロボットが演じた[1]。

### シス・カンパニー公演
ケラリーノ・サンドロヴィッチがチェーホフの四大戯曲に挑戦する「KERA meets CHEKHOV Vol.2/4」として上演。
公演日程
2015年2月7日 - 3月1日、東京・渋谷 Bunkamura・シアターコクーン
出演
オリガ - 余貴美子
マーシャ - 宮沢りえ
イリーナ - 蒼井優
アンドレイ - 赤堀雅秋
ナターシャ - 神野三鈴
クルイギン - 山崎一
ヴェルシーニン - 堤真一

### 乃木坂46メンバーらによる公演
上記のほか、乃木坂46メンバーを起用しての舞台公演が企画・上演された。
公演日程
2018年1月17日 - 2月4日、東京・銀座 博品館劇場
出演
オリガ - 衛藤美彩（当時乃木坂46）
マーシャ - 伊藤純奈（乃木坂46）
イリーナ - 久保史緒里（乃木坂46）
アンドレイ - 五十鈴ココ
ナターシャ - 岡田あがさ
クルイギン - 美翔かずき
ヴェルシーニン - 汐月しゅう
トゥーゼンバフ - 春川芽生
ソリョーヌイ - 立道梨緒奈
アンフィーサ - 柿丸美智恵
チェブトゥイキン - 東風万智子
スタッフ
演出：赤澤ムック
主催：ネルケプランニング、Y&N Brothers